# No Good Deed (brano musicale)
No Good Deed (Nessuna buona azione) è una canzone del musical Wicked di Stephen Schwartz (vincitore del Grammy Award). Fu interpretata originariamente a Broadway da Idina Menzel, nel ruolo di Elphaba, nell'incisione del cast originale. Viene considerato il numero più complesso ed emozionante dell'intero musical.

## Contesto e Analisi
La canzone, situate sul finire del secondo atto del musical, è il grande ed energico soliloquio di Elphaba che, dopo la cattura dell'amato, medita sul bene e sul male. Nella canzone Elphaba pensa a tutte le persone che ha amato e perso per colpa del mago: il dottor Dillamond (Animale insegnante all'accademia, ora torturato fino a perdere l'uso del linguaggio), la sorella Nessarose (schiacciata dalla casa di Dorothy Gale) e l'amato Fiyero (appena catturato e torturato dalle guardie del mago per ottenere informazioni su di lei). Inoltre lei è convinta che l'amica Glinda abbia causato la morte della sorella Nessa solo per poterla arrestare. Elphaba, tradita e accusata ingiustamente, decide infine di accettare il ruolo di “malvagia” che le è stato assegnato, e giura di vendicarsi del mago di Oz, ricorrendo ad ogni mezzo possibile.

## Difficoltà esecutive
Il brano rappresenta numerose difficoltà esecutive, tante da rendere la canzone la più complessa da eseguire dell'intero musical, insieme a Defying Gravity. La canzone infatti deve essere cantata da una mezzosoprano con eccellenti doti canore ed una buona dimestichezza con una complessa tecnica canora chiamata belt. La canzone è stata scritta da Schwartz proprio sulla tonalità e la capacità di fare belting di Idina Menzel. Il compositore ha affermato di aver scritto questa canzone con l'intenzione di renderla il più simile possibile ad una aria; ha detto inoltre che questa è la canzone del musical in cui la psicologia di Elphaba può venir capita al meglio.

## Curiosità
- Il critico teatrale del New York Times Ben Brantley ha scherzosamente definito quella della Menzel “una laringe forte come il ferro” proprio ascoltando questa canzone[2].
- Idina Menzel ha confessato in un'intervista che questa canzone le ricorda il suo Bat mitzvah ed è la sua canzone preferita dell'intero musical.